# Oxalis jasminifolia
Oxalis jasminifolia là một loài thực vật có hoa trong họ Chua me đất. Loài này được Norlind mô tả khoa học đầu tiên năm 1926.